# Винзак
Винза́к (фр. и окс. Vinezac) — коммуна во Франции, находится в регионе Рона — Альпы. Департамент коммуны — Ардеш. Входит в состав кантона Ларжантьер. Округ коммуны — Ларжантьер.
Код INSEE коммуны — 07343.

## Климат
Климат средиземноморский. Лето жаркое и сухое, а осень характеризуется очень редкими грозы в сочетании с чрезвычайно большим количеством осадков. Зима мягкая, изредка бывают снегопады.

## Население
Население коммуны на 2008 год составляло 1195 человек.
| 1962 | 1968 | 1975 | 1982 | 1990 | 1999 | 2008 |
| ---- | ---- | ---- | ---- | ---- | ---- | ---- |
| 534  | 551  | 571  | 686  | 856  | 989  | 1195 |

## Экономика
В 2007 году среди 746 человек в трудоспособном возрасте (15—64 лет) 539 были экономически активными, 207 — неактивными (показатель активности — 72,3 %, в 1999 году было 71,8 %). Из 539 активных работали 491 человек (254 мужчины и 237 женщин), безработных было 48 (25 мужчин и 23 женщины). Среди 207 неактивных 71 человек были учениками или студентами, 80 — пенсионерами, 56 были неактивными по другим причинам.

## Достопримечательности
- Романская церковь Благовещения Богоматери, исторический памятник
- Замок Жюлльен[фр.]
  - Донжон (XII век)
  - Круглая башня (XIV век)
- Замок Ла-Мот в романском стиле

## Фотогалерея

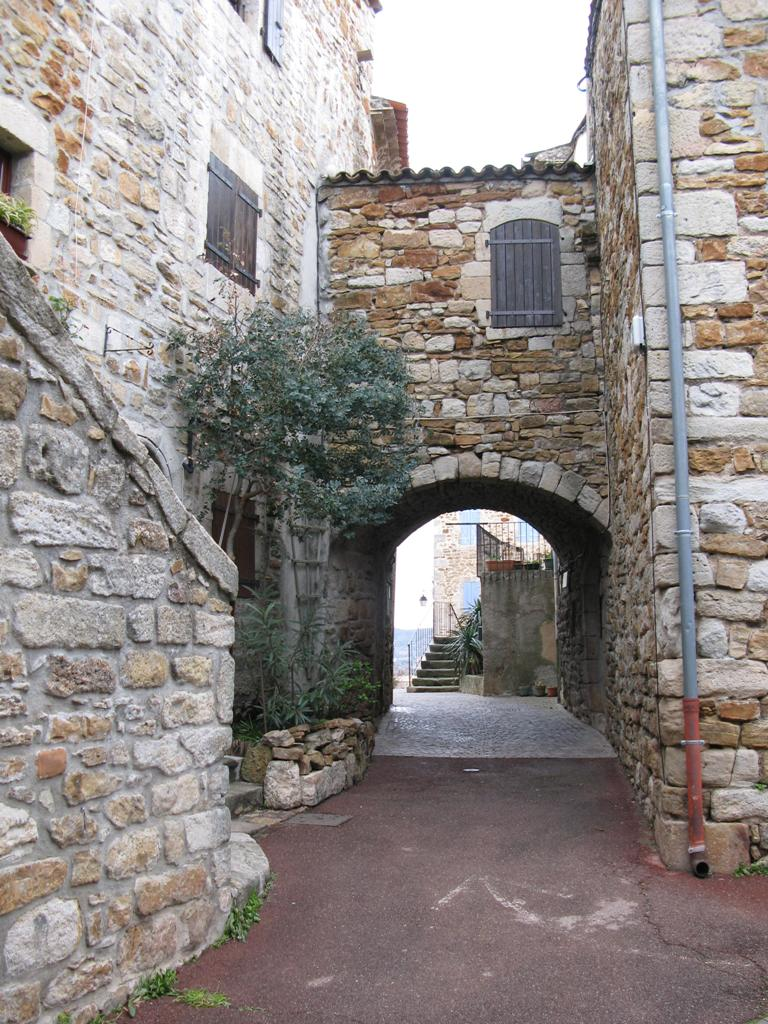
Винзак
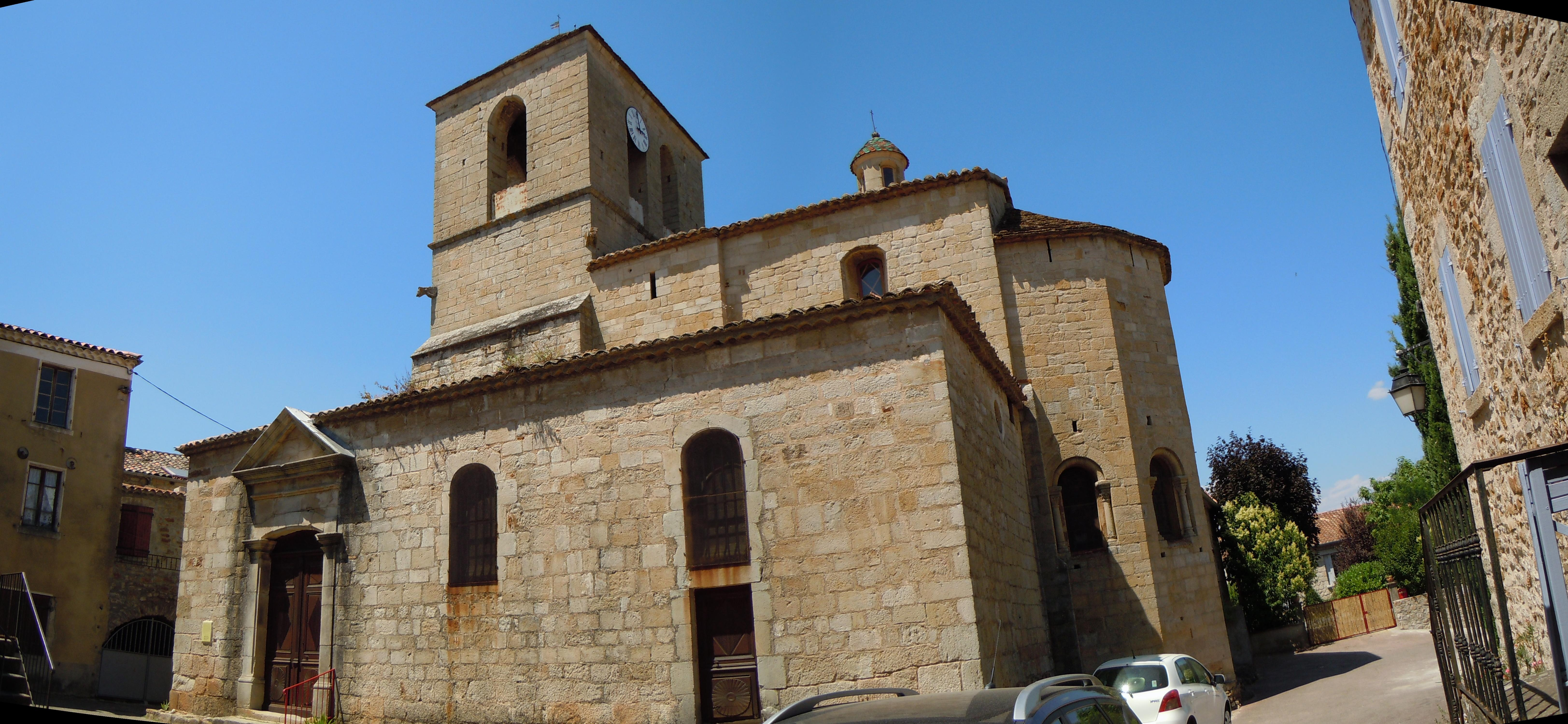
Церковь Благовещения Богоматери
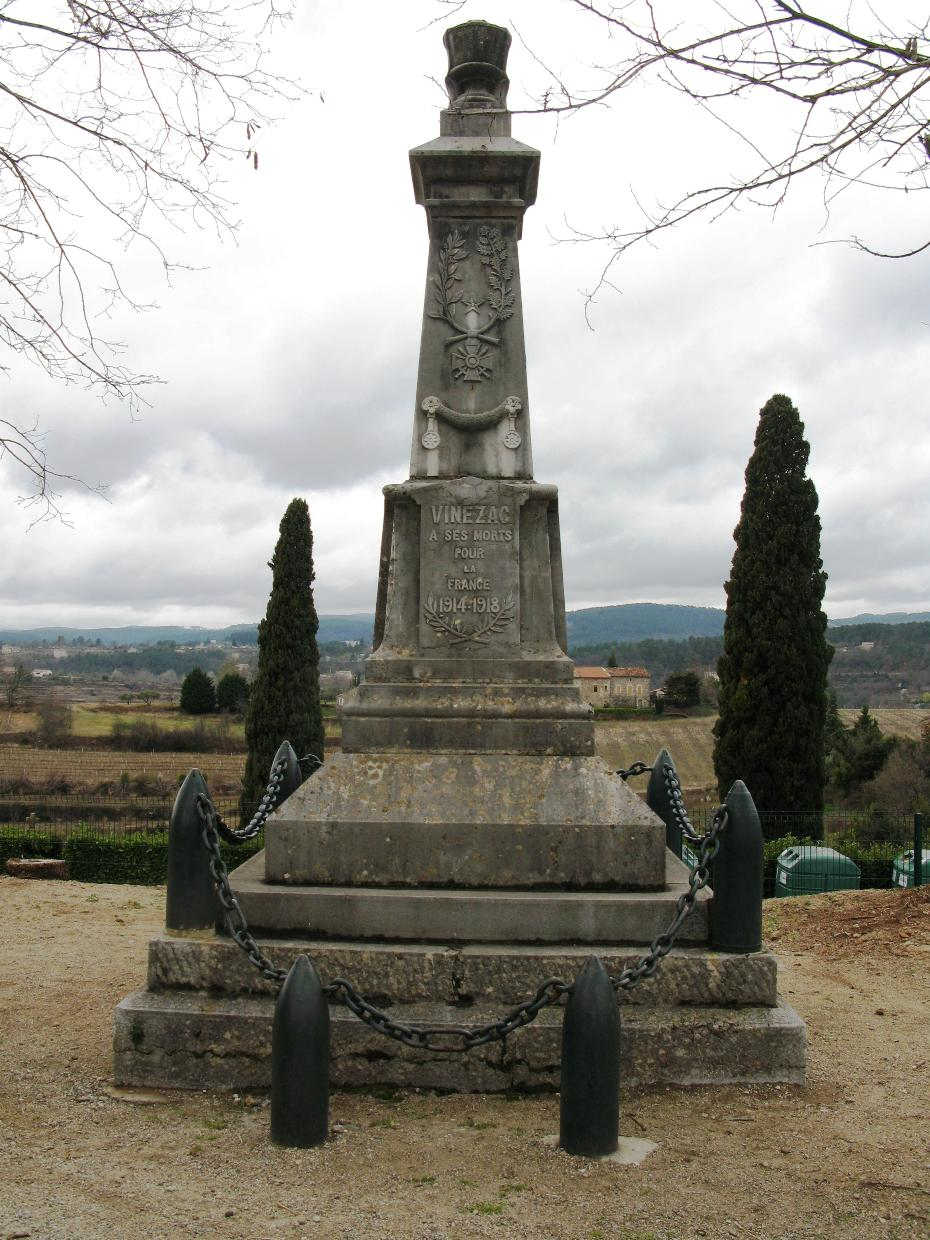
Памятник погибшим в Первой мировой войне
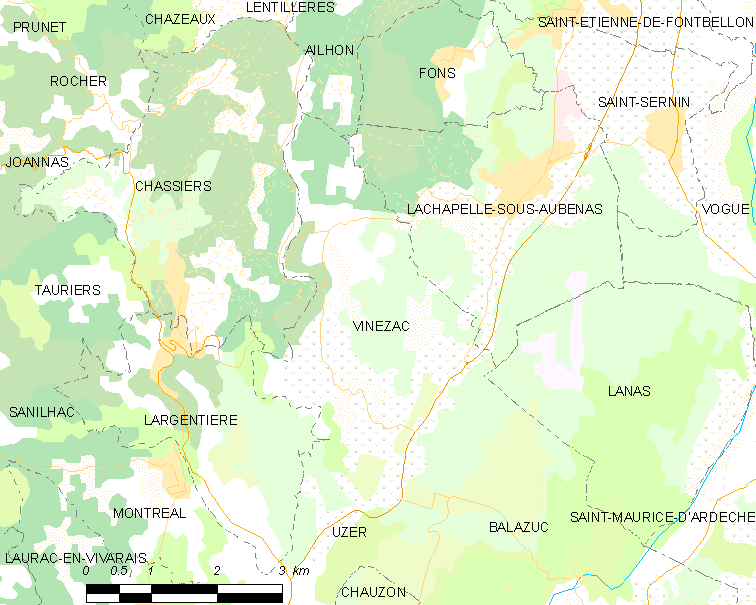
Карта коммуны